# Стювер

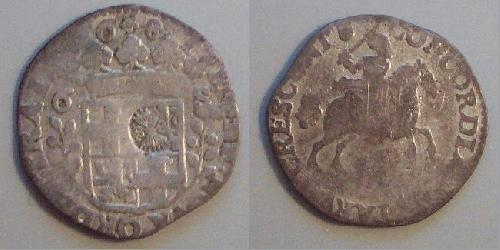
Шість стюверів, Утрехт, 1574

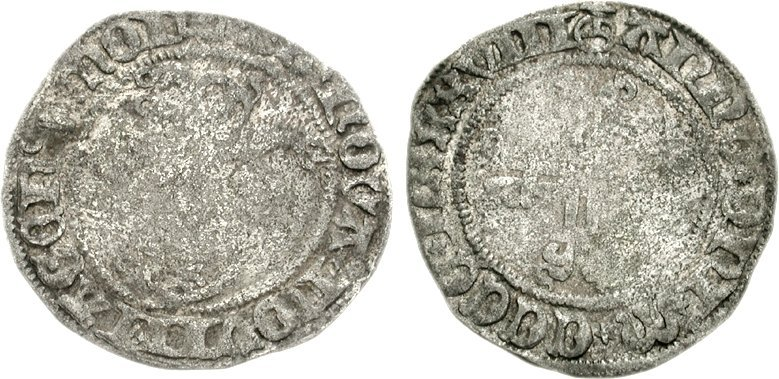
Півстювера, Неймеген, 1488

Стю́вер (нід. stuiver, stiver від нід. stuiven — розсипатися, розсіюватися (також про іскри)) — нідерландська низькопробна срібна, а згодом мідна монета, яка спочатку з'явилася як грош.
На монеті були зображені іскристі кремені ланцюжка ордена Золотого руна, звідси походить французька назва монети «брикет» (briquet — кресало). Філіп III Добрий (1433–1467) карбував в Антверпені прості стювери (брикети) зі срібла 250-ї проби, на яких були зображені чотири герби на аверсі та чотирикутник з хрестом на реверсі. Карбувалися й подвійні стювери зі срібла 500-ї проби, на яких було зображено чотири герби у чотирикутнику на аверсі та вінок з квітів та герб з левом на реверсі. Вартість цих монет була відповідно 2 і 4 фландрські гроші.
З 1483 року імітацію стювера із зображенням святого Мартина почали карбувати в Амстердамі. 1509 року єпископ Утрехта випустив антверпенський стювер, що важив 1,836 г (0,459 г срібла). Подвійний стювер важив 3,728 г (1,864 г срібла).
У Північних Нідерландах стювери карбувалися досить рідко. Після звільнення Нідерландів під іспанського панування у другій половині XVI століття стювер став самостійною грошовою одиницею.
Голландський флорин відповідав 20 стюверам, шилінг — 6 стюверам. Нідерландський стювер = 2 Рейнсько-Вестфальського штюберам = 4 дуатам = 8 пфенігам. З 1579 року вага стювера становила 2,24 г (0,65 г срібла). На аверсі був зображений нідерландський лев між подвійними S та пучок стріл між одинарними S, на реверсі — легенда. Колоніальні стювери карбувалися з міді. Останні стювери карбувалися в нідерландській Східній Індії (сучасна Індонезія) в XIX столітті.

## Джерело
- 3варич В. В. Нумізматичний словник. — Львів: «Вища школа», 1980, 338 с.